# Hypodematium hirsutum
Hypodematium hirsutum är en ormbunkeart som först beskrevs av David Don, och fick sitt nu gällande namn av Ren-Chang Ching. Hypodematium hirsutum ingår i släktet Hypodematium och familjen Hypodematiaceae. Inga underarter finns listade.